# Epidendrum anceps
Epidendrum anceps Jacq., 1763, è una pianta della famiglia delle Orchidacee originaria dell'America tropicale.

## Descrizione
È un'orchidea di medie dimensioni con comportamento sia epifita su alberi della foresta umida tropicale, che litofita negli stessi ambienti. E. anceps è una pianta cespitosa che presenta steli eretti, ricoperti alla base da guaine fogliari scabre, recanti un numero variabile di foglie amplessicauli, lanceolate, che si riducono di dimensioni procedendo verso l'apice. 
La fioritura può avvenire in qualsiasi periodo dell'anno, mediante un'infiorescenza terminale, racemosa, ombrelliforme, lunga oltre 20 centimetri, ricoperta dalle guaine floreali che si presentano embricate, recante numerosi fiori. Questi sono grandi circa 6 centimetri, hanno un caratteristico odore di paglia stantia, sono di trama spessa e aspetto ceroso, con petali e sepali lanceolati di colore variabile dal bianco al marroncino e con labello trilobato, infuso di rosa-viola.

## Distribuzione e habitat
La specie è originaria di una vasta area dell'America, in particolare Cuba, Repubblica Dominicana, Haiti, Giamaica, Grenadine, Porto Rico, Trinidad e Tobago, Messico, Guatemala, Belize, El Salvador, Honduras, Nicaragua, Costa Rica, Panama, Colombia, Venezuela, Perù, Bolivia e Brasile dove cresce litofita oppure epifita dalle foreste paludose di cipressi alla foresta pluviale tropicale, dal livello del mare a 2000 metri di quota.

## Sinonimi
Amphiglottis anceps (Jacq.) Britton, 1924

Epidendrum anceps var. typicum Stehlé, 1939, nom. inval.

Epidendrum fuscatum Sm., 1792

Amphiglottis lurida Salisb., 1812

Tritelandra fuscata (Sm.) Raf., 1837

Epidendrum fuscatum var. virescens Lodd. ex Lindl., 1853

Epidendrum cearense Barb.Rodr., 1882

Epidendrum schreineri Barb.Rodr., 1882

Epidendrum anceps var. virescens (Lodd. ex Lindl.) Hemsl., 1883

## Coltivazione
Questa pianta necessita esposizione a mezz'ombra, con temperature medio-alte e irrigazioni all'epoca della fioritura. Nella fase di riposo è preferibile abbassare la temperatura e sospendere le irrigazioni. È preferibile non asportare le vecchie infiorescenze perché possono rifiorire l'anno successivo.